# Next Plane Out
Pistes de The Colour of My Love
Everybody's Talkin my Baby Down Real Emotion
Next Plane Out est une chanson de Céline Dion qui se retrouve sur l'album The Colour of My Love. Elle sera lancée comme 5e extrait en Australie en octobre 1995.
Cette chanson a été composée par Diane Warren et produite par Guy Roche.
Le vidéoclip a été dirigé par Greg Masuak et sera lancée en Australie en octobre 1995.
En Australie, la chanson débute en 100e position, elle sera 3 semaines plus tard en 61e position et passe 7 semaines dans les charts.

## Liste des chansons
Maxi CD (Australie)
1. Next Plane Out (radio edit) – 4:37
2. The Last to Know – 4:35
3. Love Can Move Mountains – 4:53

## Versions officielles
1. Next Plane Out (radio edit) – 4:37
2. Next Plane Out (album version) – 4:59

## Charts mondiaux
| Pays      | Meilleure Position |
| --------- | ------------------ |
| Australie | 61                 |